# 야마다 리쿠
야마다 리쿠(일본어: 山田 陸, 1998년 4월 15일~)는 일본의 축구 선수이다.

## 구단 경력
그는 2017년 J1리그의 오미야 아르디자에 입단했다. 2018년부터 2019년까지 J3리그의 그루자 모리오카와 AC 나가노 파르세이루에서 뛰었다. 2020년 J2리그의 방포레 고후로 이적했다. 2022년까지 102경기에 출전하여, 4득점을 넣었다. 2023년 J1리그의 나고야 그램퍼스로 이적했다. 2024년 J2리그의 V-파렌 나가사키로 이적했다.